# Nikolai Antropov
Pour les articles homonymes, voir Antropov.
Nikolai Aleksandrovitş Antropov (en russe Николай Александрович Антропов et en anglais Nikolai Antropov ; né le 18 février 1980 à Öskemen au République socialiste soviétique du Kazakhstan) est un joueur professionnel kazakh de hockey sur glace qui a obtenu la citoyenneté canadienne. Il évolue au poste de centre.

## Biographie

### Carrière en club
Antropov fut choisi au 10e rang par les Leafs au cours du repêchage d'entrée dans la LNH 1998. Lui qui portait le numéro 11 changea lorsque Owen Nolan se joignit aux Leafs, prenant alors le numéro 80, numéro de son année de naissance. Il connut sa meilleure saison en 2002-2003, en amassant 45 points alors qu'il jouait principalement comme ailier gauche (sa position naturelle étant joueur de centre). La saison suivante, Antropov fit partie de la Skyline créée par Pat Quinn, en compagnie de Joe Nieuwendyk et d'Oleksiy Ponikarovskiy. Cette ligne fut reconnue pour son ardeur, sa robustesse et son acharnement à créer des occasions de marquer. Le fait que le vétéran Nieuwendyk ne soit pas un joueur de centre amena Quinn à, une fois encore, faire jouer Antropov à l'aile droite, une position qui n'était pas la sienne.
Avant de traverser l'Atlantique, Antropov portait les couleurs du HK Dinamo Moscou de la Superliga russe. Il retourna de nouveau en Russie au cours du lock-out 2004-2005, cette fois avec Ak Bars Kazan et le Lokomotiv Iaroslavl.
Le choix d'Antropov en tant que 11e choix fut par la suite fortement critiqué par les médias torontois, sachant que Alex Tanguay fut choisi 2 rangs plus tard par l'Avalanche du Colorado. Ce dernier connaît beaucoup plus de succès dans la ligue, prenant part au Match des étoiles de 2004. Antropov subit en plus 3 opérations au genou avant ses 25 ans.
Les blessures s'abattirent une fois encore sur le kazakh, qui fut considérablement ralenti pendant la saison 2005-2006 de la LNH, ratant 25 matchs. En 2005-2006, il marqua 15 points au cours des 10 derniers matchs de la saison, terminant 3e chez les Leafs pour les points obtenus à forces égales et mena le club avec un différentiel de +13.
Le 4 mars 2009, Antropov est échangé aux Rangers de New York. Quatre mois plus tard, il signe un contrat de quatre ans en tant qu'agent libre avec les Thrashers d'Atlanta.

### Carrière internationale
Antropov a représenté les couleurs de son pays à deux occasions :
- Championnat du monde junior en 1999
- Jeux Olympiques de 2006 à Turin.

Lors de ces deux occasions, il est le capitaine de l'équipe et inscrit 8 points en 6 matchs.

## Statistiques

### En club
| Saison     | Équipe                           | Ligue         |     | Saison régulière | Saison régulière | Saison régulière | Saison régulière | Saison régulière |   | Séries éliminatoires | Séries éliminatoires | Séries éliminatoires | Séries éliminatoires | Séries éliminatoires |
| Saison     | Équipe                           | Ligue         | PJ  | B                | A                | Pts              | Pun              | PJ               | B | A                    | Pts                  | Pun                  |                      |                      |
| 1996-1997  | Kazzinc-Torpedo Oust-Kamenogorsk | Vyschaïa Liga | 8   | 2                | 1                | 3                | 6                | -                | - | -                    | -                    | -                    |                      |                      |
| 1997-1998  | Kazzinc-Torpedo Oust-Kamenogorsk | Vyschaïa Liga | 42  | 15               | 24               | 39               | 62               | -                | - | -                    | -                    | -                    |                      |                      |
| 1998-1999  | HK Dinamo Moscou                 | Superliga     | 30  | 5                | 9                | 14               | 30               | 11               | 0 | 1                    | 1                    | 4                    |                      |                      |
| 1999-2000  | Maple Leafs de Saint-Jean        | LAH           | 2   | 0                | 0                | 0                | 4                | -                | - | -                    | -                    | -                    |                      |                      |
| 1999-2000  | Maple Leafs de Toronto           | LNH           | 66  | 12               | 18               | 30               | 41               | 3                | 0 | 0                    | 0                    | 4                    |                      |                      |
| 2000-2001  | Maple Leafs de Toronto           | LNH           | 52  | 6                | 11               | 17               | 30               | 9                | 2 | 1                    | 3                    | 12                   |                      |                      |
| 2001-2002  | Maple Leafs de Saint-Jean        | LAH           | 34  | 11               | 24               | 35               | 47               | -                | - | -                    | -                    | -                    |                      |                      |
| 2001-2002  | Maple Leafs de Toronto           | LNH           | 11  | 1                | 1                | 2                | 4                | -                | - | -                    | -                    | -                    |                      |                      |
| 2002-2003  | Maple Leafs de Toronto           | LNH           | 72  | 16               | 29               | 45               | 124              | 3                | 0 | 0                    | 0                    | 0                    |                      |                      |
| 2003-2004  | Maple Leafs de Toronto           | LNH           | 62  | 13               | 18               | 31               | 62               | 13               | 0 | 2                    | 2                    | 18                   |                      |                      |
| 2004-2005  | Ak Bars Kazan                    | Superliga     | 10  | 2                | 3                | 5                | 6                | -                | - | -                    | -                    | -                    |                      |                      |
| 2004-2005  | Lokomotiv Iaroslavl              | Superliga     | 26  | 4                | 15               | 19               | 44               | 9                | 3 | 4                    | 7                    | 18                   |                      |                      |
| 2005-2006  | Maple Leafs de Toronto           | LNH           | 57  | 12               | 19               | 31               | 56               | -                | - | -                    | -                    | -                    |                      |                      |
| 2006-2007  | Maple Leafs de Toronto           | LNH           | 54  | 18               | 15               | 33               | 44               | -                | - | -                    | -                    | -                    |                      |                      |
| 2007-2008  | Maple Leafs de Toronto           | LNH           | 72  | 23               | 30               | 56               | 92               | -                | - | -                    | -                    | -                    |                      |                      |
| 2008-2009  | Maple Leafs de Toronto           | LNH           | 63  | 21               | 25               | 46               | 24               | -                | - | -                    | -                    | -                    |                      |                      |
| 2008-2009  | Rangers de New York              | LNH           | 18  | 7                | 6                | 13               | 6                | 7                | 2 | 1                    | 3                    | 6                    |                      |                      |
| 2009-2010  | Thrashers d'Atlanta              | LNH           | 76  | 24               | 43               | 67               | 44               | -                | - | -                    | -                    | -                    |                      |                      |
| 2010-2011  | Thrashers d'Atlanta              | LNH           | 76  | 16               | 25               | 41               | 42               | -                | - | -                    | -                    | -                    |                      |                      |
| 2011-2012  | Jets de Winnipeg                 | LNH           | 69  | 15               | 20               | 35               | 42               | -                | - | -                    | -                    | -                    |                      |                      |
| 2012-2013  | Barys Astana                     | KHL           | 26  | 3                | 14               | 17               | 39               | -                | - | -                    | -                    | -                    |                      |                      |
| 2012-2013  | Jets de Winnipeg                 | LNH           | 40  | 6                | 12               | 18               | 16               | -                | - | -                    | -                    | -                    |                      |                      |
| 2013-2014  | Barys Astana                     | KHL           | 36  | 8                | 18               | 26               | 62               | 10               | 1 | 3                    | 4                    | 14                   |                      |                      |
| 2014-2015  | Barys Astana                     | KHL           | 39  | 7                | 14               | 21               | 64               | 7                | 0 | 1                    | 1                    | 2                    |                      |                      |
| Totaux LNH | Totaux LNH                       | Totaux LNH    | 788 | 193              | 272              | 465              | 627              | 35               | 4 | 4                    | 8                    | 40                   |                      |                      |

### En équipe nationale
| Année | Équipe            | Compétition                   |   | PJ | B  | A  | Pts | Pun                          |  | Résultat |
| 1997  | Kazakhstan junior | Championnat du monde junior B | 6 | 1  | 0  | 1  | 4   | Première place de la poule B |  |          |
| 1998  | Kazakhstan junior | Championnat du monde junior   | 7 | 0  | 6  | 6  | 8   | Septième place               |  |          |
| 1998  | Kazakhstan junior | Championnat d'Europe junior D | 5 | 23 | 31 | 54 | -   | Première place du groupe D   |  |          |
| 1999  | Kazakhstan junior | Championnat du monde junior   | 6 | 3  | 5  | 8  | 14  | Sixième place                |  |          |
| 2006  | Kazakhstan        | Jeux olympiques               | 5 | 1  | 0  | 1  | 4   | Neuvième place               |  |          |
| 2014  | Kazakhstan        | Championnat du monde          | 6 | 1  | 4  | 5  | 29  | Seizième place               |  |          |